# Schweppach
Der Schweppach ist ein rechter Zufluss des Mains im Landkreis Main-Spessart im bayerischen Spessart.

## Verlauf
Der Schweppach entspringt nordwestlich von Neustadt am Margarethenhof, direkt neben der romanischen Kapelle. Er fließt in südöstliche Richtung zur Siedlung im Norden von Neustadt. Dort wird er vom Lindenbrunnen verstärkt und mündet etwa in Fortsetzung der Pfalzbrunnenstraße von links in den Main.

## Einzelnachweise

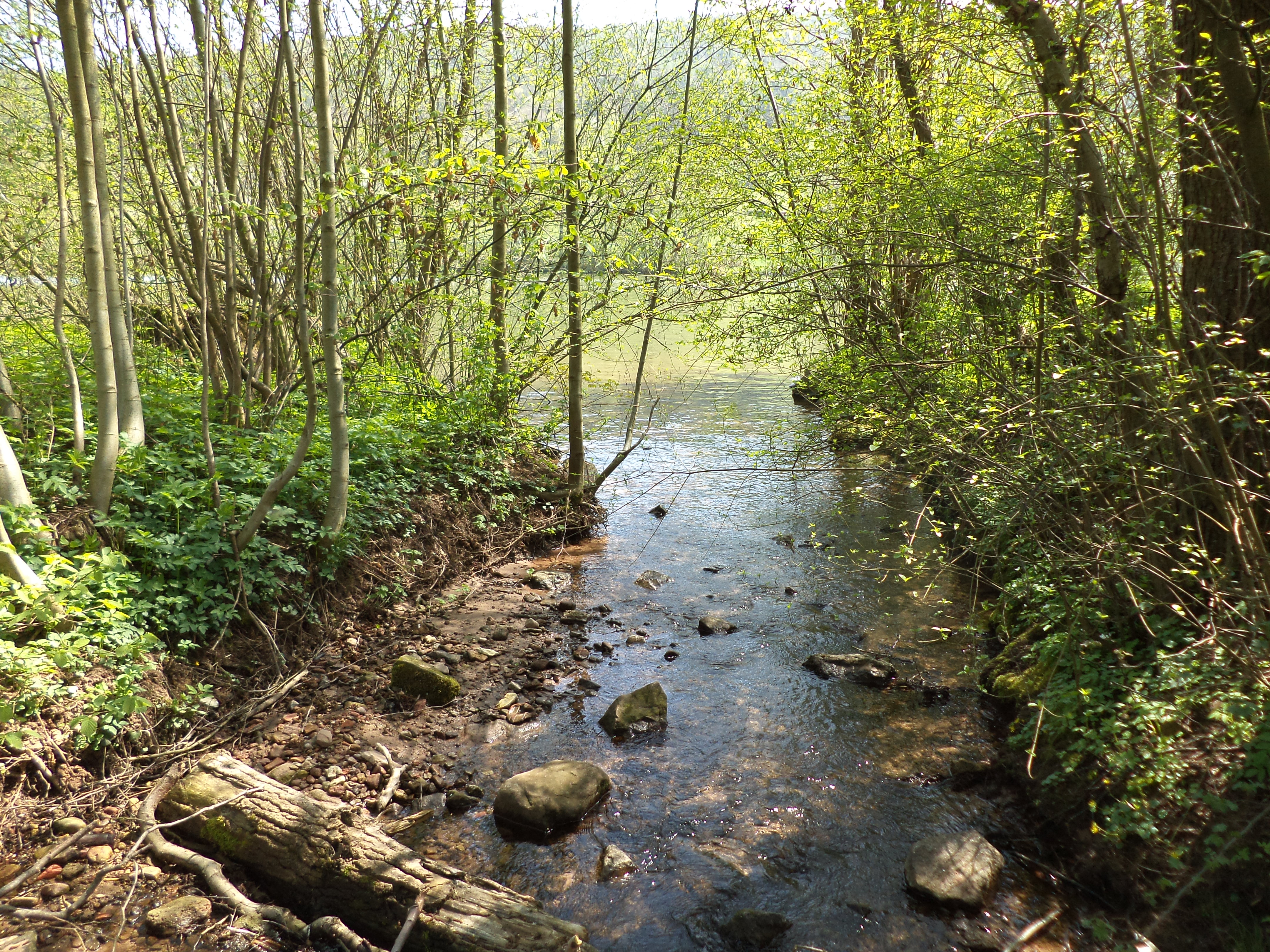
Der Schweppach mündet in den Main